# Птеростильбен
Птеростильбен — соединение растительного происхождения, производное транс-стильбена. Птеростильбен в основном находится в ягодах черники, а также в винограде. Подобно ресвератролу он является сильным антиоксидантом, понижает холестерин и липиды крови и обладает определёнными противораковыми свойствами. 

## В вине
Так же как и ресвератрол, птеростильбен находится в тёмных сортах винограда. Однако в вине он отсутствует, так как неустойчив к свету и разлагается в присутствии кислорода.

## См.также
- Ресвератрол
- транс-Стилбен
- Пикеатаннол